# Ferrière-la-Petite
 Ferrière-la-Petite  es una población y comuna francesa, en la región de Norte-Paso de Calais, departamento de Norte, en el distrito de Avesnes-sur-Helpe y cantón de Maubeuge-Sud.

## Demografía
| 1138 | 1101 | 974 | 1010 | 1153 | 1118 |
| Para los censos de 1962 a 1999 la población legal corresponde a la población sin duplicidades (Fuente: INSEE [Consultar]) |      |     |      |      |      |